# Aeropuerto de Altái
El aeropuerto de Altái (código IATA: LTI, código ICAO: ZMAT) es el aeropuerto nacional público que da servicio a la ciudad de Altái en la provincia (aimag) de Govi-Altay en Mongolia occidental. Está localizado a 2 km de la ciudad. Es capaz de dar servicio a aviones de tipo: An-24, Fokker 50, Dash 8 y ATR 42.

## Aerolíneas y destinos
| Aerolínea     | Destino                                                                                  |
| ------------- | ---------------------------------------------------------------------------------------- |
| Aero Mongolia | Aeropuerto Internacional Gengis Kan, Ulán Bator                                          |
| Eznis Airways | Aeropuerto Internacional Gengis Kan, Ulán Bator                                          |
| Hunnu Air     | Aeropuerto de Bayankhongor, Bayankhongor Aeropuerto Internacional Gengis Kan, Ulán Bator |